# القرية الوسطى (مذيخرة)

تعديل مصدري - تعديل

القرية الوسطى محلة تابعة لقرية حزة، التابعة لعزلة حزة بمديرية مذيخرة إحدى مديريات محافظة إب في الجمهورية اليمنية، بلغ تعداد سكانها 135 حسب تعداد اليمن لعام 2004.